# Baia degli Inglesi
La baia degli Inglesi è una baia di Vancouver, in Canada, situata a ovest della penisola di downtown e di False Creek. Costituisce il lato meridionale del Burrard Inlet, e si estende da Point Grey a sudovest fino a Prospect Point a nordest.
Sulla baia, dalla parte di downtown, si affaccia la spiaggia di English Bay Beach, adiacente al quartiere di West End, che è una delle più popolari della città. Altre spiagge di downtown che si affacciano sulla baia sono Sunset Beach, Second Beach e Third Beach. Sul lato meridionale si trovano una serie di altre spiagge molto note, fra cui spicca quella di Kitsilano; altre sullo stesso versante sono Jericho Beach, le spiagge della Spanish Bank e Locarno Beach. Sul lato settentrionale si trovano Ambleside Beach e numerose piccole insenature appartenenti alla città di West Vancouver. Tutte le spiagge di English Bay sono mete turistiche e frequentate per gran parte dell'anno.
La muraglia del Vancouver Seawall corre lungo tutta la baia da Stanley Park a nordest, attorno a False Creek, fino a Point Grey a sudovest. La sommità della muraglia ospita un percorso ciclopedonale molto apprezzato dagli appassionati di corsa, bicicletta, e pattini.
La spiaggia di English Bay ospita numerosi eventi e spettacoli per tutto l'anno, incluso il Celebration of Light, una importante competizione internazionale di fuochi d'artificio.